# شن‌ماریان
شن‌ماریان (نام علمی: Psammophiinae) نام یک زیرخانواده از خانواده خانگی‌ماران است.